# Église Saint-Martin de Chassemy
L'église Saint-Martin est une église située à Chassemy, dans le département de l'Aisne, en France.

## Localisation
L'église est située sur la commune de Chassemy, dans le département de l'Aisne.